# Sjeherazade (vertelster)
Sjeherazade (ook: Sheherazade, Scheherazade of Sherazade) is de Perzische vertelster van de verhalen uit Duizend-en-een-nacht.

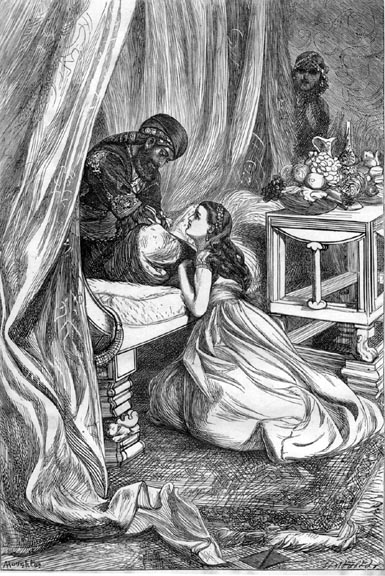
De sultan/sjah laat Sjeherazade leven
(19e eeuw), Arthur Boyd Houghton

Het verhaal gaat dat sjah Sjahriaar bezoek kreeg van zijn broer Sjahzamaan die kort daarvoor door zijn vrouw bedrogen was. Tijdens het bezoek van Sjahzamaan wordt Sjahriaar eveneens bedrogen. Gek geworden van verdriet besluit Sjahriaar zijn vrouw te doden en vanaf dat moment elke dag een nieuwe bruid te kiezen, die dan de volgende ochtend (vóór zij de kans gekregen heeft hem te bedriegen) gedood wordt.
Sjeherazade is de Perzische dochter van de grootvizier. Zij kan het vermoorden van zoveel onschuldige jonge vrouwen niet langer aanzien en vraagt aan haar vader om haar als bruid te schenken aan Sjahriaar. De grootvizier doet zijn uiterste best om zijn dochter van dit onzalige plan af te brengen, maar Sjeherazade staat erop om de nacht met Sjahriaar door te brengen. Zij heeft een plan... Na het consummeren van het huwelijk begint zij een verhaal te vertellen. Als het tijdstip aanbreekt waarop zij eigenlijk ter dood gebracht zal worden is het verhaal nog niet af, maar Sjahriaar wil eigenlijk wel graag weten hoe het verdergaat. Sjeherazade krijgt een dag respijt.
De volgende nacht maakt zij het verhaal af, maar begint direct aan een nog mooier en spannender verhaal. Uiteraard is dat verhaal nog niet afgelopen als de dag weer aanbreekt.
Zo gaat dat uiteindelijk duizend-en-een nachten door. Na die tijd is Sjahriaar van zijn waanzin genezen en hij en Sjeherazade leven nog lang en gelukkig.